# Lea Michele
Lea Michele Sarfati (29. kolovoza 1986.) je američka glumica i pjevačica. Najpoznatija je po ulozi Rachel Berry u TV seriji "Glee" za koju je nominirana za dva Emmya i dva Zlatna Globusa. Karijeru je započela kao dječja glumica na Broadwayu u produkciji Jadnika, Guslača na krovu i Ragtimea. 2007. bila je dio originalne Broadwayske glumačke postave mjuzikla Spring Awakening u kojem je tumačila glavnu žensku ulogu Wendle. Također je uvrštena u Timesovu listu "100 najutjecanijih ljudi na svijetu".